# Bank Band
Bank Band（バンク・バンド）は、日本のバンド。2004年に結成。所属レコード会社はトイズファクトリー。

## 概要
音楽プロデューサーの小林武史とMr.Childrenの櫻井和寿を中心としたスーパーバンド。小林、櫻井、坂本龍一によって設立された非営利組織「ap bank」の可能性を広げるために小林と櫻井が結成したグループで、ライブ活動やCDやDVDなどパッケージ製品からの収益はすべてap bankの活動資金や融資に充てられている。小林、櫻井以外のメンバーは固定されていない（後述）。当初は櫻井をボーカルに据えてカバーをメインに活動していたが、2005年に開催された野外音楽フェスティバル『ap bank fes '05』を機にアーティストを迎え入れてバックバンドとしても活動するようになった。
ライブ活動を中心としたグループであり、披露される楽曲は他アーティストからのカバーが多い。これまで披露されたカバーは通算40曲以上に及び、特に櫻井が好きな邦楽アーティストの楽曲を中心に（影響を公言する浜田省吾など）選曲されている。

## 経歴
- 2004年（平成16年）
  - 1月24日 - 25日：ラフォーレミュージアム六本木でライブ『BGM 〜Bank with Gift of Music for AP BANK』を3公演開催。
  - 10月20日：1stアルバム『沿志奏逢』発売。
  - 11月9日 - 11日：恵比寿ザ・ガーデンホールでライブ『BGM Vol.2 〜沿志奏逢』を開催。
  - 11月15日 - 17日：大阪ブルーノートでライブ『BGM Vol.2 ～沿志奏逢』を開催。
- 2005年（平成17年）
  - 3月30日：ライブDVD『BGM Vol.2 〜沿志奏逢』発売。
  - 7月16日 - 18日：静岡県・つま恋で開催された野外音楽フェスティバル『ap bank fes '05』に出演。
  - 11月1日：1st配信限定シングル『生まれ来る子供たちのために』発売（11月30日までの期間限定）。
  - 12月21日：ライブDVD『ap bank fes '05』発売。
- 2006年（平成18年）
  - 7月15日 - 17日：静岡県・つま恋で開催された野外音楽フェスティバル『ap bank fes '06』に出演。
  - 7月19日：1stシングル『to U』発売（Bank Band with Salyu名義）。
  - 12月20日：ライブDVD『ap bank fes '06』発売。
- 2007年（平成19年）
  - 3月16日 - 18日：東京都・STUDIO COASTで開催されたクラブイベント『AP BANG! 東京環境会議 vol.1』にBank Band Trinityとして出演。
  - 7月16日：静岡県・つま恋で開催された野外音楽フェスティバル『ap bank fes '07』に出演。前日、前々日の公演は台風4号の影響で中止となった。
  - 9月1日：2nd配信限定シングル『はるまついぶき』発売。
- 2008年（平成20年）
  - 1月16日：2ndアルバム『沿志奏逢2』、ライブDVD『ap bank fes '07』同時発売。
  - 7月19日 - 21日：静岡県・つま恋で開催された野外音楽フェスティバル『ap bank fes '08』に出演。
  - 12月29日：NHK総合ドキュメンタリー番組『SAVE THE FUTURE 想いをつなぐ融資 ap bankが支える環境市民活動』に出演[4]。
- 2009年（平成21年）
  - 2月16日：ライブDVD『ap bank fes '08』発売。
  - 7月15日：3rd配信限定シングル『奏逢 〜Bank Bandのテーマ〜 (Studio Live Ver.)』発売。
  - 7月18日 - 20日：静岡県・つま恋で開催された野外音楽フェスティバル『ap bank fes '09』に出演。
- 2010年（平成22年）
  - 4月21日：ライブDVD『ap bank fes '09』発売。
  - 6月30日：3rdアルバム『沿志奏逢3』発売。
  - 7月17日 - 19日：静岡県・つま恋で開催された野外音楽フェスティバル『ap bank fes '10』に出演。
- 2011年（平成23年）
  - 7月6日：ライブDVD『ap bank fes '10』発売。
  - 7月16日 - 18日：静岡県・つま恋で開催された野外音楽フェスティバル『ap bank fes '11 Fund for Japan』に出演。
- 2012年（平成24年）
  - 2月29日：ライブDVD『ap bank fes '11 Fund for Japan』発売。
  - 7月14日 - 16日：静岡県・つま恋で開催された野外音楽フェスティバル『ap bank fes '12 Fund for Japan』に出演。
  - 8月4日 - 5日：兵庫県・国営明石海峡公園で開催された野外音楽フェスティバル『ap bank fes '12 Fund for Japan』に出演。
  - 8月18日 - 19日：宮城県・国営みちのく杜の湖畔公園で開催された野外音楽フェスティバル『ap bank fes '12 Fund for Japan』に出演。
- 2013年（平成25年）
  - 5月13日：ライブDVD/Blu-ray『ap bank fes '12 Fund for Japan』発売。
- 2016年（平成28年）
  - 7月20日：4th配信限定シングル『こだま、ことだま。』発売。
  - 7月30日 - 31日：宮城県・石巻港雲雀野埠頭で開催された野外音楽フェスティバル『Reborn‒Art Festival × ap bank fes 2016』に出演。
  - 10月22日：熊本県・野外劇場アスペクタで開催された野外音楽フェスティバル『MUSIC for ASO 2016 supported by ap bank』に出演。
- 2017年（平成29年）
  - 7月28日 - 30日：宮城県・国営みちのく杜の湖畔公園で開催された野外音楽フェスティバル『Reborn-Art Festival 2017 × ap bank fes』に出演。
- 2018年（平成30年）
  - 6月14日：これまで発表された全楽曲のダウンロード配信・サブスクリプション配信がスタート[5]。
  - 7月13日：5th配信限定シングル『MESSAGE -メッセージ-』発売（Bank Band with Salyu名義）。
  - 7月15日 - 16日：静岡県・つま恋で開催された野外音楽フェスティバル『ap bank fes '18』に出演。
- 2020年（令和2年）
  - 5月8日：ap bankのYouTube公式チャンネルで「to U -PROTECT "to U" version-」公開。
- 2021年（令和3年）
  - 3月11日：TBS『音楽の日』出演。自曲披露のほか、Bank Band ×「音楽の日」と題して、AI・岸谷香・柴咲コウ・スガシカオ・TERU (GLAY)・MISIA・milet・森山直太朗とコラボレーションを行なった[6]。
  - 3月20日：6th配信限定シングル『forgive』発売（Bank Band feat. MISIA名義）。
  - 9月29日：ベスト・アルバム『沿志奏逢4』発売。
  - 10月3日：千葉県・KURKKU FIELDSで開催された野外音楽フェスティバル『ap bank fes '21 online in KURKKU FIELDS』に出演。無観客・生配信で行なわれた[7]。
  - 12月30日：第63回日本レコード大賞「特別賞」受賞[8]。
- 2023年（令和5年）
  - 7月15日 - 17日：静岡県・つま恋で開催される野外音楽フェスティバル『ap bank fes '23 〜社会と暮らしと音楽と〜』に出演。
- 2025年（令和7年）
  - 1月29日：7th配信限定シングル『カラ』発売。
  - 2月15日 - 16日：東京ドームで開催される音楽フェスティバル『ap bank fes '25 at TOKYO DOME 〜社会と暮らしと音楽と〜』に出演。

## メンバー
- Vocal & Guitar
  - 櫻井和寿（2004年 - ）
- Keyboards
  - 小林武史（2004年 - ）
- Drums
  - 山木秀夫（2004年 - 2008年）
  - 河村“カースケ”智康（2007年 - ）
  - 神宮司治（2018年）
- Bass
  - 美久月千晴（2004年 - 2008年）
  - 亀田誠治（2005年 - ）
  - TOKIE（2007年 - 2008年）
  - 須藤優（2021年）
- Guitar
  - 古川昌義（2004年 - 2008年）
  - 小倉博和（2005年 - ）
  - 高野寛（2007年）
- Saxophone, Flute
  - 山本拓夫（2004年 - ）
- Trumpet
  - 西村浩二（2006年 - 2017年、2021年 - ）
  - 小澤篤士（2018年）
- Percussion
  - 藤井珠緒（2006年 - 2012年）
- Cello
  - 四家卯大（2004年 - ）[注 2]
- Violin
  - 沖祥子（2005年 - ）[注 3]
  - 田島朗子（2005年 - 2012年）[注 3]
  - 伊勢三木子（2005年 - 2008年）
- Viola
  - 菊地幹代（2006年 - 2012年）
- Chorus
  - 登坂亮太（2005年 - 2012年）[注 3]
  - イシイモモコ（2006年 - 2018年、2023年 - ）
  - 小田原ODY友洋（2016年 - 2018年 - ）
  - 佐々木詩織（2021年）
  - Kayo（2021年）

### サポート・ミュージシャン
- Keyboards
  - 安達練（2004年 - 2005年）
- Viola
  - 西森記子（2005年）

### Bank Band Trinity
クラブイベント『AP BANG! 東京環境会議 vol.1』のホスト役としてアーティストを迎え入れるために特別に編成された。
- Keybords
  - 小林武史
- Guitar
  - 高野寛
- Bass
  - TOKIE
- Drums
  - 椎野恭一
- Percussion
  - 藤井珠緒
- Keybords & DJ
  - Toshihiko Mori a.k.a ajapai
- Chorus
  - イシイモモコ
  - 登坂亮太

## ディスコグラフィ

### シングル
|     | 発売日        | タイトル | 規格   | 規格品番   | 収録アルバム |
| --- | ------------- | -------- | ------ | ---------- | ------------ |
| 1st | 2006年7月19日 | to U     | 12cmCD | TFCC-89180 | 沿志奏逢2    |

### 配信限定シングル
|     | 発売日        | タイトル                                      | 配信サイト                             | 収録アルバム |
| --- | ------------- | --------------------------------------------- | -------------------------------------- | ------------ |
| 1st | 2005年11月1日 | 生まれ来る子供たちのために                    | iTunes Store                           | to U         |
| 2nd | 2007年9月1日  | はるまついぶき                                | 着うたサイト（期間限定）・iTunes Store | 沿志奏逢2    |
| 3rd | 2009年7月15日 | 奏逢 〜Bank Bandのテーマ〜 (Studio Live Ver.) | 着うたサイト                           | 沿志奏逢3    |
| 4th | 2016年7月20日 | こだま、ことだま。                            | iTunes Store・レコチョクなど           | 沿志奏逢4    |
| 5th | 2018年7月13日 | MESSAGE -メッセージ-                          | iTunes Store・レコチョクなど           | 沿志奏逢4    |
| 6th | 2021年3月20日 | forgive                                       | iTunes Store・レコチョクなど           | 沿志奏逢4    |
| 7th | 2025年1月29日 | カラ                                          | iTunes Store・レコチョクなど           |              |

### アルバム
|     | 発売日         | タイトル  | 規格 | 規格品番   |
| --- | -------------- | --------- | ---- | ---------- |
| 1st | 2004年10月20日 | 沿志奏逢  | CD   | TFCC-86177 |
| 2nd | 2008年1月16日  | 沿志奏逢2 | CD   | TFCC-86247 |
| 3rd | 2010年6月30日  | 沿志奏逢3 | CD   | TFCC-86327 |

### ベスト・アルバム
|     | 発売日        | タイトル  | 規格         | 規格品番     |
| --- | ------------- | --------- | ------------ | ------------ |
| 1st | 2021年9月29日 | 沿志奏逢4 | CD （2枚組） | TFCC-86784/5 |

### 映像作品
|     | 発売日         | タイトル                       | 規格     | 規格品番   |
| --- | -------------- | ------------------------------ | -------- | ---------- |
| 1st | 2005年3月30日  | BGM Vol.2 〜沿志奏逢           | 2DVD     | TFBQ-18056 |
| 2nd | 2005年12月21日 | ap bank fes '05                | 3DVD     | TFBQ-18060 |
| 3rd | 2006年12月20日 | ap bank fes '06                | 3DVD     | TFBQ-18068 |
| 4th | 2008年1月16日  | ap bank fes '07                | 3DVD     | TFBQ-18081 |
| 5th | 2009年2月25日  | ap bank fes '08                | 3DVD     | TFBQ-18096 |
| 6th | 2010年4月21日  | ap bank fes '09                | 3DVD     | TFBQ-18108 |
| 7th | 2011年7月6日   | ap bank fes '10                | 3DVD     | TFBQ-18117 |
| 8th | 2012年2月29日  | ap bank fes '11 Fund for Japan | 3DVD     | TFBQ-18128 |
| 9th | 2013年5月15日  | ap bank fes '12 Fund for Japan | 3Blu-ray | TFXQ-78110 |
| 9th | 2013年5月15日  | ap bank fes '12 Fund for Japan | 3DVD     | TFBQ-18134 |

### 書籍
| 発売日        | タイトル                          | 出版元   | ISBN              |
| ------------- | --------------------------------- | -------- | ----------------- |
| 2009年8月29日 | ap bank fes '09 official document | ポプラ社 | 978-4-591-11115-4 |

### 参加作品
| 発売日         | タイトル                                          | 収録曲                         | 規格               | 規格品番   | 備考                                          |
| -------------- | ------------------------------------------------- | ------------------------------ | ------------------ | ---------- | --------------------------------------------- |
| 2004年11月10日 | YOSUI TRIBUTE                                     | 「限りない欲望」               | CD                 | FLCF-4038  | 井上陽水のトリビュート・アルバム              |
| 2006年6月14日  | 元気ですか                                        | 「糸」                         | CD                 | YCCW-10026 | 中島みゆきのトリビュート・アルバム            |
| 2008年11月26日 | Merkmal                                           | 「to U」                       | CD                 | TFCC-86283 | Salyuのベスト・アルバム 初回限定盤Bのみに収録 |
| 2009年2月25日  | TANGE KOUKI VIDEO COLLECTION                      | 「生まれ来る子供たちのために」 | DVD（2枚組）       | TFBQ-18097 | 丹下紘希監督作品集                            |
| 2018年4月4日   | Takeshi Kobayashi meets Very Special Music Bloods | 「to U (Tokyo Metro version)」 | CD                 | UMCK-1595  | 小林武史のコンピレーション・アルバム          |
| 2018年4月4日   | Takeshi Kobayashi meets Very Special Music Bloods | 「こだま、ことだま。」         | CD                 | UMCK-1595  | 小林武史のコンピレーション・アルバム          |
| 2018年11月3日  | Takeshi Kobayashi meets Very Special Music Bloods | 「to U (Tokyo Metro version)」 | アナログ・レコード | UMCK-9093  | 小林武史のコンピレーション・アルバム          |
| 2018年11月3日  | Takeshi Kobayashi meets Very Special Music Bloods | 「こだま、ことだま。」         | アナログ・レコード | UMCK-9093  | 小林武史のコンピレーション・アルバム          |

## タイアップ一覧
| 年     | 曲                                            | タイアップ先 |
| ------ | --------------------------------------------- | --- |
| 2005年 | to U                                          | TBS系『筑紫哲也 NEWS23』テーマソング                                                                            |
| 2005年 | 糸                                            | 住友生命「LIVE ONE」CMソング                                                                                    |
| 2005年 | 生まれ来る子供たちのために                    | 日本テレビ系『ドラマ・コンプレックス』終戦六十年スペシャルドラマ『火垂るの墓 -ほたるのはか-』エンディングテーマ |
| 2007年 | 糸                                            | フジテレビ系ドラマ『介助犬ムサシ ～学校へ行こう!～』主題歌                                                      |
| 2007年 | はるまついぶき                                | 松竹系映画『ミッドナイト・イーグル』主題歌                                                                      |
| 2008年 | はるまついぶき                                | Nestlé「KitKat」CMソング                                                                                        |
| 2009年 | 奏逢 〜Bank Bandのテーマ〜 (Studio Live Ver.) | テレビ西日本『ゴリパラ見聞録』エンディングテーマ                                                                |
| 2016年 | こだま、ことだま。                            | 東京メトロ「Find my Tokyo.」キャンペーン「麻布十番 手づくりに惚れる」篇CMソング                                 |
| 2017年 | to U (Tokyo Metro version)                    | 東京メトロ「Find my Tokyo.」キャンペーン「茅場町 気風がよくなる」篇CMソング                                     |

## ライブ・イベント
- ap bankも参照。